# 폐기물 및 기타 물질의 투기로 인한 해양 오염 방지에 관한 런던 협약

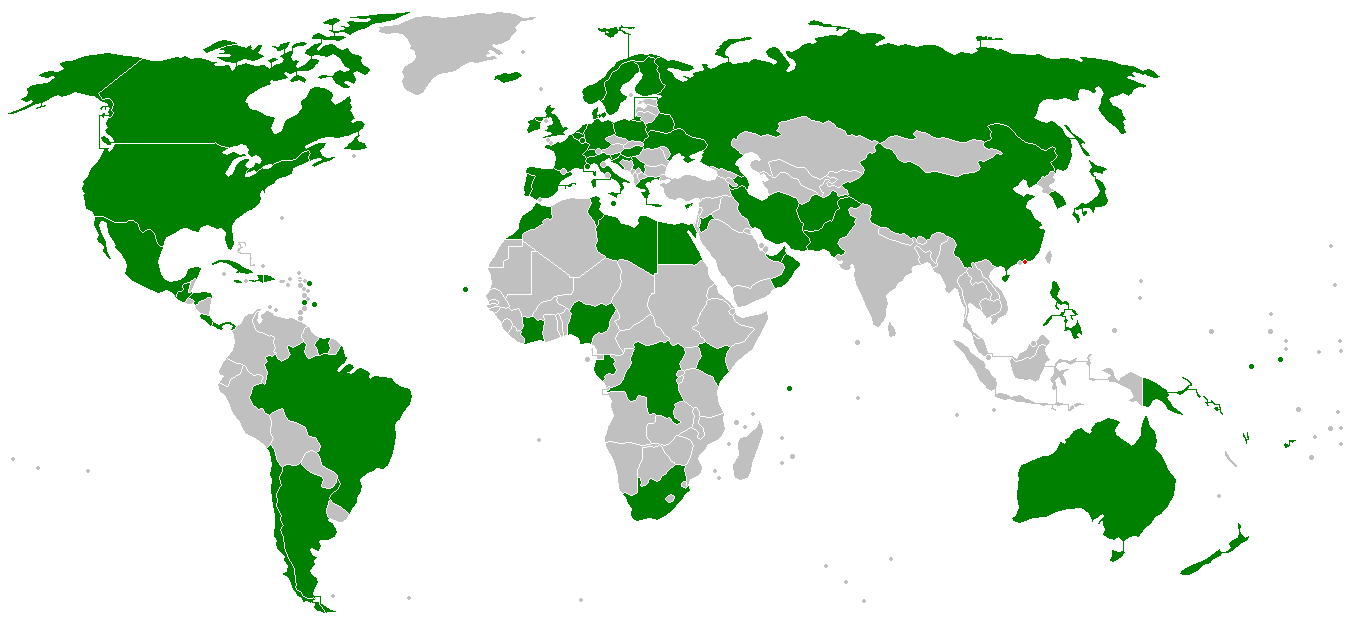
런던 협약 가입국

폐기물 및 기타 물질의 투기로 인한 해양 오염 방지에 관한 런던 협약 또는 런던투기협약(LDC; London Dumping Convention, London Convention on the Prevention of Marine Pollution by Dumping of Wastes and Other Matter)은 비행기나 선박에서 나오는 쓰레기 투기를 규제하기 위한 협약이다. 1972년 런던에서 체결되어 1975년에 발표되었다. 이 협약은 쓰레기나 기타 물질을 버림으로써 발생하는 해양 오염을 지키기 위한 협약이기도 하다. 1993년 런던협약 개정안에서는 부속서를 개정하여 모든 핵폐기물의 해양투기를 전면 금지했다. 1996년 개정의정서는 런던협약을 전면적으로 개정하여 폐기물의 해양투기 금지를 더욱 강화하는 한편, 극히 제한적인 경우에만 예외적으로 투기를 허용하도록 조항을 바꿨다. 우리나라는 1993년 12월 21일에 런던 협약에 가입하였고, 94년 1월 20일 발효하였다. '1996 1의정서'에는 2009년 1월 22일 가입, 2009년 2월 21일 발표하였다.